# Оливето (Козенца)
Оливето је насеље у Италији у округу Козенца, региону Калабрија.
Према процени из 2011. у насељу је живело 16 становника. Насеље се налази на надморској висини од 84 м.